# Héroe de todos
Héroe de todos (también llamado de No hay héroe pequeño), de título original en inglés Everyone's hero, es una película de animación del año 2006, dirigida por Colin Brady, Christopher Reeve (quien estaba trabajando en este filme antes de su fallecimiento), y Daniel St. Pierre, con música de John Debney. La película, en su mayor parte, fue producida por IDT Entertainment en Toronto con algunas partes realizadas en Reel FX Creative Studios. Fue distribuida por 20th Century Fox, y estrenada el 15 de septiembre de 2006. Héroe de todos tuvo un presupuesto moderado cercano a los 16 millones de dólares.

## Sinopsis
El protagonista es un joven fan del equipo de béisbol de los Yankees de Nueva York, de nombre Yankee Irving (voz:Jake T. Austin), cuyo padre, Stanley (voz:Mandy Patinkin) trabaja como vigilante en el estadio de los Yankees, el Yankee Stadium. Mientras padre e hijo están en las instalaciones del estadio, un ladrón roba el Darling, el famoso bate de Babe Ruth, el mejor jugador del equipo. 
Darling es capaz de hablar (voz:Whoopi Goldberg) al igual que otro compañero de aventuras de Irving, una pelota que había encontrado abandonada, de nombre Screwie (Voz: Rob Reiner). 
Al descubrirse el hurto, los dueños de los yankees creen que fue Stanley y su hijo, Irving emprende una aventura para recuperar el bate y devolvérselo a Babe Ruth. Esta aventura lo llevará hasta Chicago. El ladrón es Lefty Maginnis (Voz: William H. Macy), un lanzador de los Cachorros de Chicago, su rival en la final de la Serie Mundial. El dueño de este equipo cree que sin su bate, Ruth no jugará bien y los Yankees perderán la Serie Mundial de 1932. Pero Irving, con la ayuda de Screwie y de Darling logrará lo que parecía imposible.

## Reparto
| Personaje         | Actor original  | Actor de doblaje al español | Actor de doblaje al español |
| Personaje         | Actor original  | Videomax                    | 20th Century Fox            |
| ----------------- | --------------- | --------------------------- | --------------------------- |
| Yankee Irving     | Jake T. Austin  | Alondra Hidalgo             | Juan Pablo Sánchez          |
| Screwie           | Rob Reiner      | Humberto Vélez              | Bernardo Rodríguez          |
| Darlin            | Whoopi Goldberg | Magda Giner                 | Patricia Mainou             |
| Lefty Maginnis    | William H. Macy | Gabriel Gama                | Raúl Carbonel               |
| Napoleon Cross    | Robin Williams  | Alfonso Ramírez             | Carlos Becerril             |
| Marti Brewster    | Raven-Symoné    | Mayra Arellano              |                             |
| Stanley Irving    | Mandy Patinkin  | Jorge Badillo               | Claudio Romero              |
| Emily Irving      | Dana Reeve      | Rosalba Sotelo              | Marisol Castro              |
| Babe Ruth         | Brian Dennehy   | Gerardo Reyero              | ¿?                          |
| Lonnie Brewster   | Forest Whitaker | ¿?                          | Miguel Ángel Reza           |
| Sr. Anderson      | Robert Wagner   | ¿?                          | Mario Hernández             |
| Hobo Louie        | Ed Helms        | Jorge Ramírez               | ¿?                          |
| Hobo Andy         | Richard Kind    | Gerardo Alonso              | Carlos Díaz                 |
| Voces adicionales | ¿?              | Javier Rivero               | ¿?                          |
| Voces adicionales | ¿?              | Mario Arvizu                | ¿?                          |
| Voces adicionales | ¿?              | Maynardo Zavala             | ¿?                          |
| Voces adicionales | Wayne Knight    | ¿?                          |                             |

## Curiosidades
A excepción de Babe Ruth, y Lou Gehrig (aunque solo aparece en 2 escenas), ninguno de los otros personajes están basados en una persona real.
La película expone un tono nostálgico de la vida Americana en medio de la Gran Depresión. También hace alusión a la existencia, separada, de las Ligas Negras  (El padre de Marti, amiga de Irving, es jugador de los Tigres de Cincinatti. El mensaje principal es la importancia de la familia y que nunca debemos darnos por vencidos. 
Los hechos reales de la serie 1932, aunque fue dramática, no se siguieron en la película (tal vez debido a problemas de derechos sobre las representaciones del juego). Por ejemplo, los Yankees barrieron a los “Cachorros de Chicago” en la vida real, pero en la película, perdieron tres partidos hasta un desempate.
En un momento dado de la película se hace una breve mención a Supermán, que es un anacronismo ya que este personaje apareció en 1938, y la película está ambientada en 1932, aunque la referencia claramente pretende ser un guiño al codirector del filme, Christopher Reeve, que interpretó a Supermán en varias películas. También los Cachorros de Chicago no volvieron a ganar una Serie Mundial, hasta el año 2016, donde en la edición de 2016 lograron vencer a Cleveland Indians en la final.

## Recepción
En el fin de semana de su estreno recaudó 6.061.762 de dólares en los Estados Unidos y Canadá. Al ocupar el lugar #3 detrás de Gridiron Gang y The Black Dahlia, fue el mayor debut para una película de animación en un fin de semana. Recaudó en total 14.522.427 dólares en el mercado doméstico y 2.104.087 en el resto del mundo.